# Mecynidis antiqua
Mecynidis antiqua är en spindelart som beskrevs av Rudy Jocqué och Nikolaj Scharff 1986. Mecynidis antiqua ingår i släktet Mecynidis och familjen täckvävarspindlar.
Artens utbredningsområde är Tanzania. Inga underarter finns listade i Catalogue of Life.